# Дорћол
Дорћол је део Београда који се налази у најстаријем градском језгру у градској општини Стари град. Линије које саобраћају кроз Дорћол су: 2 (кружна линија, Пристаниште–Пристаниште), 5 (Калемегдан–Устаничка), 10 (Калемегдан–Бањица), 24 (Дорћол–Неимар), 26 (Дорћол–Браће Јерковић), 37 (ЖС Панчевачки мост – Кнежевац), 44 (Топчидерско брдо/Сењак/-Дунав станица), 79 (Дорћол–Миријево), EKO 2 (Дорћол—Београд на води) ноћне линије 26 (Дорћол–Браће Јерковић) и 401 (Дорћол–Пиносава).
Данашње границе Дорћола се налазе између београдске тврђаве, односно калемегданског парка, Васине и Узун-Миркове улице Булевара деспота Стефана и Дунава. Некада се Дорћолом сматрала само раскрсница улица Цара Душана и Краља Петра (некада Дубровачке целом дужином, а данас само од ове раскрснице према Дунаву) и околина ове раскрснице (на Горњем и Доњем Дорћолу). Северни део, ограничен Дунавом, улицом Цара Душана и Дубровачком звао се Јалија, што на турском језику значи „обала”. Део Дорћола од Кнез Михаилове улице до улице цара Душана звао се некада Зерек, што на турском језику значи „падина”.
Дорћолска дунавска обала је уређена, са дугачком бициклистичком стазом, шеталиштем и сплавовима. На обали је и Спортски центар „Милан Гале Мушкатировић” (некада Спортски центар „25. мај”) са комплексом отворених и затворених базена на којима се организују различита такмичења у спортовима на води (пливање, роњење, скокови у воду...) и тениским теренима на којима се одржава Отворено првенство Србије у тенису, а у изградњи је и велика марина.
У зимском периоду дорћолски кеј је важан за посматраче водених птица, јер се овде могу видети и врсте које су ретке на нивоу Србије.

## Историја
На подручју данашњег Дорћола одувек се налазило градско језгро Београда, још од времена античког Сингидунума. Сингидунум је достигао свој врхунац доласком Легије IV Флавије 86. године. Ова легија је изградила квадратни каструм (утврђење), које се налазило на Горњем граду данашњег Калемегдана. Још један корак који су Римљани предузели у јачању Сингидунума је било насеље за ветеране легије поред тврђаве. Временом је велико насеље настало око каструма. Град је имао правоугаону основу, а његове улице су се секле под правим углом. Неке основе оваквих урбаних елемената сачуване су и данас, што се види по положају дорћолских улица Узун Миркове, Душанове и Краља Петра I. Студентски трг је био римски форум, окружен термама (које су откривене током 1970-их) и такође је сачувао оријентацију коју су Римљани дали Сингидунуму.
У средњем веку, укључујући и време када је Београд био главни град Србије у време деспота Стефана Лазаревића (1405—1427), на подручју данашњег Дорћола се налази северно подграђе, према Дунаву
Само име Дорћол значи раскрсницу четири улице, а односи се на раскрсницу улица Цара Душана и Краља Петра, односно Дубровачке. Сама реч је из турског језика (Дорт = четири, јол = пут) а. Као северно подграђе у средњем веку је био главни део градске вароши. Током времена турске власти, центар Београда, главна трговачка улица, односно чаршија (баш-чаршија) је била данашња улица Краља Петра. Та улица је остала главна све до друге половине 19. века. Дорћолска падина, тадашњи Зерек, је уједно и најстарије београдско насеље. Сви Турци ту су имали своје куће окружене баштама. Сем њих испод Душанове улице, све до Јалије, била је позната јеврејска махала. Осим њих ту је имао кућу тек понеки Цинцарин староседелац. Одласком Турака из Београда Зерек су почели да насељавају Срби и Цинцари (а нарочито ови последњи), откупљујући турска имања.
Кад су Аустријанци почетком 18. века освојили Београд, најпре су почели да тадашњу турску касабу претварају у модерну западњачку варош, а највише измена претрпео је Дорћол, где су тих година досељене 333 немачке породице из области Вормса и Мајнца.
У време турске власти на Дорћолу су живели Турци и други муслимани. Било је и Јермена. У једном делу Доњег Дорћола, испод Душанове улице, било је доста Јевреја. Једна од улица остала по називу Јеврејска, где се налазила Јеврејска махала. Јевреја на територији Београда датирају од римског времена, а њихов боравак поуздано се може од 16. века. Њихове зграде институција налазиле су се у улицама: Јеврејска, Солунска, Цара Уроша, Цара Душана, Краља Петра. У многим свечаним приликама, о празницима, кроз Јеврејску улицу су пролазиле свечане поворке у којима су се понекад носиле реликвије из оближње синагоге.
На Дорћолу је кренуо последњи јуриш српске војске у одбрани Београда 1915. године, након чувеног говора команданта мајора Драгутина Гавриловића, на простору Доњег Дорћола, односно доњег дела улице Цара Уроша и Солунске, према насипу где се и данас налази железничка пруга.
На градској периферији, у дорћолском крају, током 1920-тих је настала Пиштољ-мала. И након њеног уклањања 1930-тих могло се наићи на запажање да "више него и у једном крају престонице, на Дорћолу се задржало до данас пуно чатрља, уџерица, малих кућица". Термоелектрана Снага и светлост је изграђена 1932, уместо старе општинске централе. Крајем 1930-тих је планирана градња Дунавског кеја. У то време на дунавској обали Београда су се налазила купатила "Мон плезир", "Дубровник", "Диана" и "Београд", нехигијенско ромско насеље и дивља плажа "гамена и просјака". Иза електроцентрале се налазило градско ђубриште и баруштине са маларичним комарцима. Додуше, "испод" Електричне централе је 1939. направљен фудбалски "стадион" са лакоатлетском стазом и споредним теренима - два тениска игралишта и један терен за бејзбол. Подвожњак у ул. Маршала Пилсудског (Тадеуша Кошћушког) према Дунавском кеју направљен је 1934. На обали Дунава у ул. Маршала Пилсудског 1936. је подигнут скроман дом Београдске рибарске задруге.
У шестоаприлском бомбардовању у Другом светском рату, Дорћол је доста страдао, али највеће су биле људске жртве. Погођена је и порта Цркве Светог Александра Невског, у којој су многи потражили склониште од бомби. Још на почетку рата извршено је пописивање Јевреја, који су били обавезни да носе жуте траке, хапшени су и отпуштани из службе, одвођени на принудни рад, у сабирни логор Топовске шупе и логоре смрти Бањица и Старо сајмиште. Извршена су бројна појединачна и групна стрељања Јевреја.
За време рата уништене су и многе зграде, на чијим местима су подигнуте стамбене зграде у духу социјалистичког модернизма.
У послератном периоду на Дорћолу су изграђене велике функционалне зграде и било је доста досељеника. 1974. године, поред Дунава је изграђен спортски центар.
Овде се налази Панчићев парк.

## Дорћолска здања
Временом су старе куће и уске уличице нестале, а изграђене су модерније стамбене зграде. Међутим, одређени делови још увек имају изглед сличан старом. Ту се још увек налазе најстарије београдске зграде. За време аустријске власти (1717—1739) зидане су вишеспратнице. Највећа је била палата, у Душановој улици, вишеспратница кнеза Александра Виртембершког, владара аустријске Краљевине Србије (1718—1739), у улици Цара Душана. Делови ове палате зване Пиринчана (искварено од принчев хан) постојали су до средине XIX века.
Из времена аустријске власти у улици цара Душана остала је и једноспратна најстарија кућа у Београду. У време аустријске управе, узвисини изнад улице Цара Душана, изграђена је вила аустријских официра племића.
Ту се налазила и кућа шефа руске мисије код Карађорђа, Родофиникина (раније припадала дахији Кучук Алији, када су дахије — заповедници одметнутих јаничара дошле и преотеле власт у пашалуку 1800), на месту данашње куће породице министра и академика Љубомира Ковачевића. Прва зграда Велике школе налазила се преко пута данашњег Вуковог и Доситејевог музеја, дворишна зграда у Господар Јевремовој 22. Ту је 30. септембра 1808. године, свечаном беседом Доситеја Обрадовића уз присуство председника и чланова Правитељствујушчег совјета, отворена Велика школа, прва виша школа у Србији. Оснивач и први професор био је Јован Савић, познат и као Иван Југовић (1772—1813), који је у њој и живео после пресељења школе. Касније је то била кућа кнеза Александра Карађорђевића (1841), пре него што је ступио на престо Кнежевине Србије. Потом је истој тој кући живео његов сестрић, мајор Константин Пљакић, син војводе Антонија Пљакића. Поред ових кућа налази се кућа У данашњој Вишњићевој улици живео је у својој кући познати јунак који је отворио београдске капије 1806. године бимбаша Узун-Мирко Апостоловић.
Турци нису волели да живе у вишеспратницама, тако су их они или рушили или остављали да су саме од себе урушавају. По повратку под турску власт наставља се зидање кућа у балканском стилу, великих конака на истом простору у Душановој улици и на зереку (падини) односно узвисини у правцу Кнез Михаилове улице. Ту су се налазили главни конаци управника београдске вароши и најистакнутијих представника власти, као и страни конзулати. Из тог времена, са краја века је зграда у којој је данас Музеј Вука и Доситеја, велика кућа са пространим двориштем. Зграда Доситејевог лицеја је саграђена средином XVIII века, највероватније у периоду од 1739. до 1789. године, што се историјски поклапа са поновним успостављањем турске власти у Београду после победе над Аустријанцима 1739. године. За смештај цивилне управе Турци су у почетку користили затечене сопствене грађевинске објекте који нису били порушени. Изградњу цивилног Београда Турци су започели помоћу вакуфа, задужбина које су стварали појединци за опште, религиозне и хуманитарне циљеве. Једна од таквих најпознатијих задужбина после 1740. године био је вакуф Реис-ул-Кутаб-Хаџи Мустафе. У турским изворима из тог периода забележено је да је у том вакуфу, на раскршћу три улице, подигнута и једна велика зграда са баштом у којој је неко време становао и сам дефтердар (управник града). Зграда има приземље и спрат са еркером према Вишњићевој улици. Објекат представља типичну оријенталну грађевину подељену на селамлук, део према улици намењен мушкарцима, и харемлук, део према башти у којем су боравиле жене. Репрезентативни простор представља централни хол са диванханом на спрату. Из тог централног простора улазило се у собе и оџаклије. Кров је типичан за оријенталну архитектуру, покривен ћерамидом са стрехом. Кућа је зидана у бондруку са испуном од опеке у кречном малтеру. Зграда при крају XVIII века постаје седиште француског конзулата. У пролеће 1809. године у ову зграду се уселила Велика школа. Неке од кућа налик ову, оронуле и запуштене срушене су тек уочи Другог светског рата (као што је случај са Карађорђевом кућом, познатом касније као Ванилјићева кућа у Господар Јовановој улици 25).
У данашњој улици Браће Југовића, на Студентском тргу налазила се зграда у којој је било седиште српске владе — Правитељствујушчег совјета (1806—1813). У данашњој Господар-Јовановој улици је била Карађорђева београдска кућа (другу је имао у Тополи), близу угла Господар Јованове улице и улице Краља Петра, у данашњој Господар Јевремовој улици конак (велика кућа) господар Младена Миловановића, команданта града Београда, као и француски конзулат у време турске власти (у једној беговској кући), у којој је после била Велика школа.
У јеврејском кварту, многе старе приватне куће су уништене у Првом и Другом светском рату, тако да од њих није остало готово ништа. Међутим, остале су зграде јеврејских институција, изграђене између два рата. Најстарија зграда у Јеврејској махали, Стара синагога постојала је све до 1952. године. Уз њу, значајне су биле синагога Бет Исраел, зграда Онег Сабат у Јеврејској улици, зграда Јеврејске општине у улици Краља Петра, и зграда Јеврејског женског друштва.

#### Списак здања
- Најстарија кућа у Београду, једноспратна велика градска кућа Елијаса Флајшмана, грађанина Београда, богатог мајстора ременара, подигнута је између 1724. и 1727. године као један од првих објеката, који су изграђени у време аустријске окупације Београда (1717—1739), према регулационом плану пуковника Николе Доксата де Мореза. Налази се у улици Цара Душана 10.[19] Претпоставља се да је била у саставу двора кнеза Александра Виртембершког. Некада је било седам истих оваквих зграда у низу.[20]
- Зграда Велике школе, репрезентативна беговска кућа са селамлуком и харемлуком у којој је у турско време. Пре Првог српског устанка у њој је био смештен Француски конзулат, данас Вуков и Доситејев музеј[16]
- Кућа кнеза Александра Карађорђевића, кућа у којој је прво била смештена Велика школа Ивана Југовића. Вид.[21]
- Кућа кнеза Александра Карађорђевића, Зграда Београдске општине (око 1846), Узун-Миркова 1[22]
- Кућа Цветка Рајовића, по пројекту Франца Јанкеа саграђена је око 1840. године, као приватна резиденција управитеља вароши Београда, зета војводе Вула Илића, била је зграда конзулата Британског царства, затим жандармерија, војни штаб, а од 1867. године до Другог светског рата непрестано Прва београдска реалка. Данас је у њој смештен Педагошки музеј, Узун-Миркова улица 14[23]
- Кућа Милоја Божића, некадашњег ученика Велике школе, подигнута на темељима старије аустријске виле, данас Музеј позоришне уметности, Господар Јевремова 19[24]
- Чукур чесма, Добрачина 30
- Капетан Мишино здање, данас Ректорат Универзитета у Београду подигнуто са наменом да буде двор кнеза Ђорђа Карађорђевића, на Великој пијаци, данас Студентски трг
- Бајракли џамија, саграђена 1660—1688. године, као задужбина султана Сулејмана II, Господар Јевремова улица 11[25]
- Кућа Николе и Евгеније Кики. Кућа се налази у улици Краља Петра 56. Никола Кики је био успешни цинцарски трговац. Њихови потомци су живели у кући до раних две-хиљадитих.

- Београдска берза, данас Етнографски музеј, подигнут 1933—1934. године, по пројекту архитекте Александра Ђорђевића, улица Узун Миркова 2[26]
- Дом породице Павловић, кућа Косте С. Павловића, тадашњег начелника Министарства унутрашњих послова, подигнута је 1882, са дограђеним спрат и поткровљем према пројектима архитекте Александра Секулића 1927. године. Налази се у Господар Јевремовој улици 39[27][28]
- Дорћолска основна школа подигнута 1893. године, по пројекту архитекте Милана Капетановића у стилу академизма 19. века, спада међу прве модерне школе, грађане по европским стандардима по којој је Дорћол добио име, улица Цара Душана 23[29]
- Кућа породице Христић-Мијушковић (кућа на плацу Филипа Христића, председника владе, Добрачина 3[30]
- Кућа сликара Ђорђа Крстића, истакнутог сликара српског реализма подигнута око 1890. године, Кнегиње Љубице 23[31]
- Дом Светог Саве, саграђен је 1890. године, улица Цара Душана 13[32]
- Прва београдска гимназија, из 1938. године, улица Цара Душана.[33] Гимназија је овде од 1938. године, а до тада је била у Капетан Мишином здању
- Зграда Аеро клуба, саграђена (1934—1935), Узун Миркова 4 и Краља Петра 36[34]
- Парно купатило браће Крсмановић, изграђено на остацима старог хамама из 18. века, улица Цара Душана 45а[35]
- Кућа Стевана Каћанског, саграђена 1880-их, улица Симина 18[36]
- Кућа Стевана Мокрањца, саграђена крајем 1872. године, улица Доситејева 16[37]
- Спомен дом вајара Радете Станковића, саграђен 1912. године, улица Симина 15[38]

## Познати становници Дорћола
- Карађорђе, данашња Господар Јованова улица, између улице Краља Петра и Цара Уроша (некада Тројанска улица 5)[39]
- кнез Александар Карађорђевић, Господар Јевремова улица (прва зграда Велике школе). Сматра се да је будући краљ Петар I Карађорђевић, рођен у овој кући.[40]
- кнез Ђорђе П. Карађорђевић, Господар Јевремова улица, према Скадарској улици
- Потпуковник Константин Пљакић, Карађорђев унук, син војводе Антонија Пљакића, сестрић кнеза Александра Карађорђевића, у првој згради Велике школе, Господар Јевремова 22 [тражи се извор]
- господар Јеврем Обреновић, данашња Узун-Миркова улица
- господар Јован Обреновић, данашња Господар Јованова улица
- војвода Јаков Ненадовић, данашња Господар Јевремова улица
- војвода Младен Миловановић, данашња Господар Јевремова улица
- Константин Родофиникин, шеф руске мисије у Србији (1808—1813), данашња Господар Јевремова улица
- бимбаша Узун Мирко Апостоловић, данашња Вишњићева улица. Пре Првог српског устанка живео је једно време на Савској падини, где је тада било више Срба, београдских становника, ближе Саборној цркви.
- кнез Александар Виртембершки, владар аустријске Краљевине Србије (1718—1739) имао палату у данашњој улици Цара Душана (остаци двора звани у XIX веку Пиринчана, од принц/кнез, тј. принчев хан)
- Иван Југовић, проф и попечитељ (министар иностраних послова), данашња Господар Јевремова улица
- војвода Цинцар Јанко, некадашњи 3. кварт (1808)
- војвода Танасије Чарапић (погинуо на Прхову, 1810), млађи брат војводе Илије Чарапића је имао кућу испод Пиринчане, улица Цара Душана .[41]
- Доситеј Обрадовић, живео је у згради совјета данашња улица Браће Југовића
- Наум Крнар, данашња улица Цара Душана. Његова кућа је била у близини данашњег дома Св. Саве, наспрам улице Риге од Фере.[42]
- Јован Димитријевић Добрача, Добрачина улица
- господар Тома Вучић-Перишић, данашња Узун-Миркова улица
- Аврам Петронијевић, председник владе, данашња Узун-Миркова улица
- Слободан Јовановић, Симина улица
- Владимир Јовановић, Симина улица
- Милан Пироћанац, председник владе, угао Симине и Француске улице, кућа је данас Клуб књижевника позната и као Француска 7
- Богдан Поповић, Господар Јевремова улица .[43]
- Павле Поповић, Господар Јевремова улица
- Љубомир Ковачевић, Господар Јевремова улица (његова кућа је на месту некадашње зграде Родофиникинове руске мисије)
- Милан Ракић, Господар Јевремова улица
- генерал Јован Мишковић, министар, академик, председник Српске краљевске академије, Господар Јевремова улица,
- Лазар Пачу, министар финансија за време Првог светског рата, данашња Симина улица бр. 14[44]

- Димитрије Маринковић, министар унутрашњих послова, председник Сената (Горњег дома), Симина улица
- Павле Маринковић, министар, Симина улица
- Војислав Д. Маринковић, министар, Симина улица
- Јован Скерлић, рођен на углу Добрачине и Господар Јевремове улице, живео у Господар Јовановој улици (на две адресе)
- Никола Пашић, Господар Јевремова улица, односно Француска 21.
- Андра Ђорђевић, Кнегиње Љубице (Змај Јовина) 21
- Милорад Драшковић, министар унутрашњих послова, убио га комунистички атентатор у Делницама, Господар Јевремова улица
- Коста Павловић, Господар Јевремова улица
- Стеван К. Павловић, Господар Јевремова улица[45]
- генерал Јован Прапорчетовић, господар Јованова улица бр. 42 (у његовој кући је стан изнајмио Јован Скерлић, тамо се данас налази табла)
- Стеван Каћански, Симина 18
- Ђура Јакшић, Скадарска улица
- Бета Вукановић, Капетан Мишина 13 (угао са Господар Јовановом улицом). У кући је радила чувена Сликарска школа (1902—1905).[46]
- Риста Вукановић, Капетан Мишина 13 (угао са Господар Јовановом улицом)
- Бранислав Петронијевић, Капетан Мишина 13[47]
- Ђорђе Крстић, сликар, улица Књегиње Љубице
- Стеван Мокрањац, Господар Јевремова улица, улаз из Доситејеве 16, породична кућа Јована Дамјановића у којој је изнајмио стан Мокрањац
- Јован Мокрањац, Скендербегова улица
- Војислав Илић Млађи, угао улице Краља Петра (Дубровачке) и Господар Јевремове улице
- Ксенија Атанасијевић, Господар Јованова улица
- Војислав Коштуница, Господар Јевремова улица
- Зоран Славнић, кошаркаш, кошаркашки тренер и примљен у кућу славних у САД
- Владислав Лучић, кошаркашки тренер
- Јованка Калић, академик, историчар, Добрачина улица
- Слободан "Ћира" Петковић, познати каратиста
- Владимир Велмар-Јанковић, Господар Јованова улица
- Светлана Велмар-Јанковић, Господар Јованова улица
- Меша Селимовић, Господар Јованова улица
- Милорад Павић, српски књижевник, преводилац и универзитетски професор, становао у Улици браће Барух бр. 2
- Љубиша Тумбаковић, фудбалски тренер
- Небојша Глоговац, српски глумац
- Петар Краљ, српски глумац
- Џеј Рамадановски, фолк певач
- Синан Сакић, фолк певач, данашња Јелисаветe Начић 22

## Фауна птица
Улице Дорћола су станиште карактеристичних птица урбаних центара, као што су домаћи голуб, црна црвенрепка, градска ласта, ветрушка, домаћи врабац. Пошто су дрвореди сачињени од старог дрвећа са бујним крунама, ту се гнезде и сива врана, сврака, гугутка и голуб гривнаш.
Дорћолски кеј се делом налази насупрот Великог ратног острва, па се уз његове обале могу видети бројне врсте водених птица. У пролеће и лети овде се у већем броју може видети сеоска ласта, чији број у нашој земљи опада због нестанка старих амбара са одговарајућом подлогом за гнездо. Овде се та врста гнезди на бродићима дуж обале.
У јесен и зими број птица се знатно повећава јер се на реци окупљају и птице које се не гнезде у непосредној близини. Најбројније зимске птице су дивља патка глувара, црна лиска и речни галеб. Природне реткости су орао белорепан и мали вранац, а током зиме се овде може видети велики број врста северних водених птица које су побегле пред смрзавањем река у својој домовини.